# Powervolley Milano 2018-2019
Questa voce raccoglie le informazioni riguardanti la Powervolley Milano nelle competizioni ufficiali della stagione 2018-2019.

## Organigramma societario
Area direttiva
- Presidente: Lucio Fusaro
- Vicepresidente: Ivano Fusaro
- Consigliere delegato: Fabio Carpita (dal 6 settembre 2018), Francesco Ioppolo
- Direttore generale: Adriano Alessandrini
- Segreteria: Martina Di Tomaso

Area organizzativa
- Team manager: Romano Bertoldi
- Direttore sportivo: Fabio Lini
- Logistica: Ivano D'Altoè

Area tecnica
- Allenatore: Andrea Giani
- Allenatore in seconda: Matteo De Cecco
- Scout man: Paolo Perrone
- Responsabile settore giovanile: Massimo Marchiori

Area comunicazione
- Addetto stampa: Paolo Tardio
- Fotografo: Alessandro Pizzi
- Responsabile eventi: Martina Di Tomaso

Area marketing
- Ufficio marketing: Ilaria Chippari
- Biglietteria: Martina Di Tomaso

Area sanitaria
- Responsabile staff medico: Diego Gaddi
- Medico: Massimiliano Piatti
- Preparatore atletico: Oscar Berti
- Assistente preparatore atletico: Gabriele Dedda
- Fisioterapista: Marco Rampazzo, Luca Vergani
- Osteopata: Luca Tonetti

## Rosa
| N° | Nome              | Ruolo | Data di nascita  | Nazionalità sportiva |
| -- | ----------------- | ----- | ---------------- | -------------------- |
| 1  | Nimir Abdel-Aziz  | S/O   | 5 febbraio 1992  | Paesi Bassi          |
| 2  | Nicolò Hoffer     | L     | 6 maggio 2000    | Italia               |
| 3  | Luka Bašić        | S     | 29 gennaio 1995  | Francia              |
| 4  | Jan Kozamernik    | C     | 24 dicembre 1995 | Slovenia             |
| 5  | Marco Izzo        | P     | 17 novembre 1994 | Italia               |
| 6  | Riccardo Sbertoli | P     | 23 maggio 1998   | Italia               |
| 7  | Alessandro Tondo  | S/O   | 18 agosto 1991   | Italia               |
| 8  | Stephen Maar      | S     | 6 dicembre 1994  | Canada               |
| 9  | Simon Hirsch      | S/O   | 3 aprile 1992    | Germania             |
| 10 | Fabrizio Gironi   | S     | 18 marzo 2000    | Italia               |
| 11 | Matteo Piano      | C     | 24 ottobre 1990  | Italia               |
| 12 | Elia Bossi        | C     | 15 agosto 1994   | Italia               |
| 14 | Klemen Čebulj     | S     | 21 febbraio 1992 | Slovenia             |
| 17 | Trévor Clévenot   | S     | 28 giugno 1994   | Francia              |
| 18 | Nicola Pesaresi   | L     | 11 febbraio 1991 | Italia               |